# القانون الدولي وحرب غزة

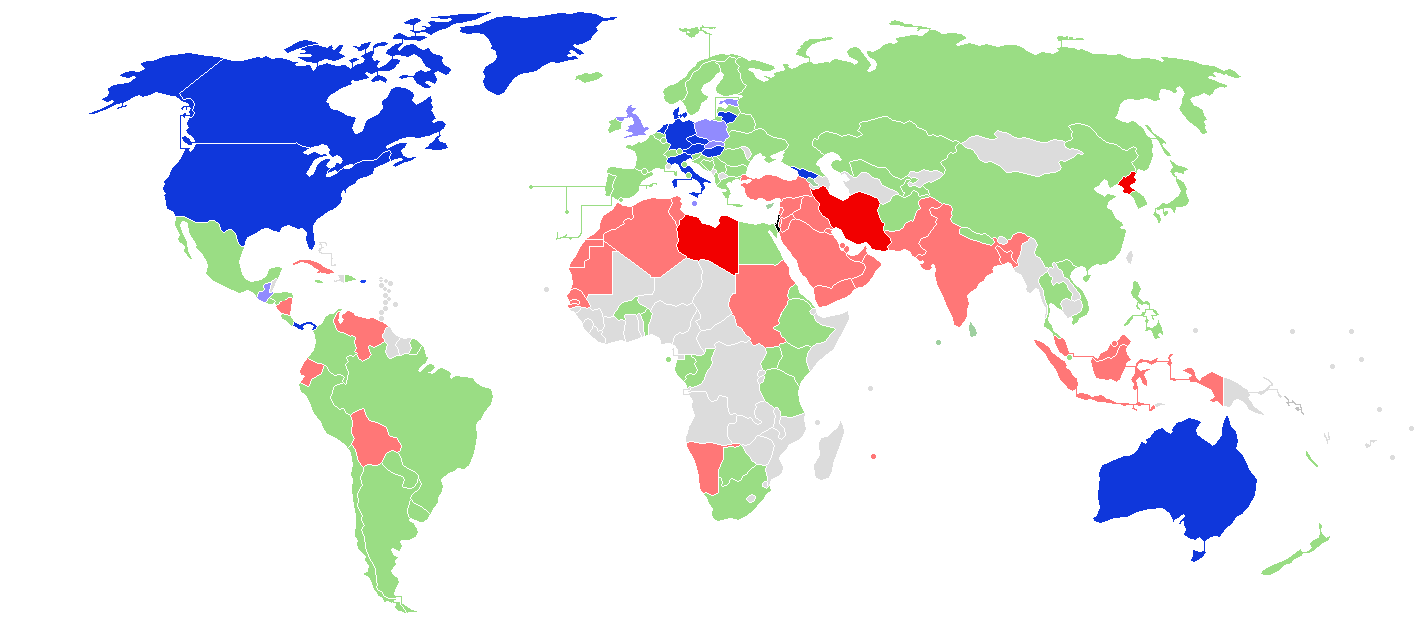

وجهت اتهامات اختراق للقانون الدولي الإنساني الذي يحكم أفعال المتحاربين في نزاع مسلح، وجهت هذه الاتهامات لكل من قوات الجيش الإسرائيلي والفصائل المسلحة الفلسطينية لأفعالهما خلال حرب غزة. وجهت ضد إسرائيل تهم اختراق القوانين الدولية التي تحكم التمييز والتكافؤ في استخدام السلاح. ووجهت لحركة حماس تهم إطلاق الصواريخ عشوائيًا على المناطق المدنية وممارسة القمع السياسي في غزة. ابتداء من سبتمبر، 2009، وجه إلى مكتب المدعي العام في لاهاي 360 شكوى مقدمة من قبل أشخاص ومنظمات غير حكومية، تطالب هذه الشكاوى بالتحقيق في جرائم حرب ارتكبتها إسرائيل خلال حرب غزة.
وقد جاء في تقرير بعثة الأمم المتحدة لتقصي الحقائق بشأن النزاع في غزة أن كلًا من إسرائيل والفصائل المسلحة الفلسطينية قد ارتكبا ما يمكن اعتباره جرائم حرب، ووفقًا للتقرير ربما ترقى هذه الجرائم إلى جرائم ضد الإنسانية.

## الجانب الإسرائيلي

### اعترافات الجنود الإسرائيليين
نشرت صحيفة ذي إندبندنت في عددها الصادر يوم 3 فبراير، 2010، تحدث قائد عسكري إسرائيلي رفيع، كان من قادة عملية الرصاص المصبوب، حيث قال أن الجيش الإسرائيلي تجاوز قواعد الاشتباك السابقة التي كان يتقيد بها في النزاع السابقة، وقد وضح أن هذا التجاوز قد تم بهدف تقليل الخسائر في صفوف الجنود الإسرائيليين. وقال أيضًا أن هذا كان تطبيقًا للدروس المستفادة من حرب لبنان 2006. وأضاف الضابط الإسرائيلي أن قواعد الاشتباك المعروفة باسم الوسائل والنيات والتي تعني أن يكون الشخص المستهدف المشتبه به إما حاملاً سلاحًا أو مظهرًا علائم على أنه ينوي استخدام السلاح قبل إطلاق النار عليه، هذه القواعد تم إيقاف العمل بها عندما استدعيت الطائرات من دون طيار والمروحيات إلى ساحة الحرب. ونقلت ذي إندبندنت أقوال عسكري إسرائيلي عمل في مقر أحد الألوية أثناء حرب غزة، قال ما مفاده أن السياسة الإسرائيلية الجديدة كانت تهدف إلى «تقليص الخطر على الجنود إلى نقطة الصفر حرفيًا». وقال عسكري آخر عمل في مقر العمليات للواء نفسه أن سلوك القوات خاصة القوات الجوية كان مختلفًا، حيث كان القتل يتم، ثم يتم التحقق من هوية القاتل، وليس العكس، وهو ما كان قلبًا لمبدأ القتل المستهدف بحسب أقوال العسكري الإسرائيلي.
- شهادات جديدة لجنود إسرائيليين تؤكد ارتكابهم جرائم بغزة، اليوم السابع، 12 ديسمبر 2010 - الخبر في صحيفة دا إنديبندانت، حيث أصدروا كتاب إسرائيلى جديد يحمل عنوان «احتلال الأراضى»، والصادر عن منظمة «كسر الصمت»

## تقارير المنظمات غير الحكومية
أصدر مركز عدالة واللجنة العامة ضد التعذيب في إسرائيل تقريرًا جاء في مضمونه أن القوات الإسرائيلية استخدمت أسلوبًا محظورًا في التعامل مع المدنيين الفلسطينيين، إذ استخدم الجنود المدنيين ليس فقط كدروع بشرية لحماية الجنوب بل لحماية الكلاب العسكرية أيضًا، وتضمن التقرير شهادات لفلسطينيين وقعوا ضحايا لهذه الأعمال.

### محاكمات
قرر القضاء العسكري الإسرائيلي سيلاحق ضابط صف برتبة رقيب أول لقتله سيدتين فلسطينيتين كانتا ضمن مجموعة من الأشخاص ترفع العلم الأبيض، وقال بيان للجيش إن الجندي «الذي كان يخدم بوصفه قناصًا استهدف عمدًا شخصًا ضمن مجموعة من الأشخاص كانت تلوح بعلم أبيض دون أن يكون قد تلقى أمرًا أو إذنًا بذلك».
وعبر عدد من جنود الاحتياط الإسرائيليين عن امتعاضهم من قادتهم، حيث قالوا أنهم لن يسمحوا بتقديمهم أكباش فداء لتقرير غولدستون لأن الضباط هم من فرض الأوامر بقتل كل من يتحرك على مسافة منهم أثناء اقتحامهم لقطاع غزة على حد قولهم.

## الجانب الفلسطيني
بتكليف من الرئيس الفلسطيني محمود عباس تشكلت لجنة للتحقيق في حرب غزة ترأسها قاضي المحكمة العليا الفلسطينية عيسى أبو شرار، كشفت هذه اللجنة - بحسب ما قال دبلوماسي عربي - عن «انتهاكات منهجية لحقوق الإنسان» ترتكبها السلطة الوطنية الفلسطينية بحق المواطنين الفلسطينيين في الضفة الغربية، خاصة أولئك المتعاطفون مع حركة حماس.

## وصلات خارجية
- رد على تقرير إسرائيل حول حرب غزة الجزيرة